# Чортківський район
Чорткі́вський райо́н (Чортківщина) — район в Тернопільській області. Адміністративний центр — м. Чортків.
Площа району — 5027,3 км² (36,2 % площі області), населення — 328 362 осіб (2020).

## Історія
Утворений 19 липня 2020 року шляхом приєднання Борщівського, Бучацького, Гусятинського, Заліщицького, Монастириського та Чортківського районів.
У складі району території Білобожницької сільської, Більче-Золотецької сільської, Борщівської міської, Бучацької міської, Васильковецької сільської, Гримайлівської селищної, Гусятинської селищної, Заводської селищної, Заліщицької міської, Золотопотіцької селищної, Іване-Пустенської сільської, Колиндянської сільської, Копичинецької міської, Коропецької селищної, Мельнице-Подільської селищної, Монастириської міської, Нагірянської сільської, Скала-Подільської селищної, Товстенської селищної, Трибухівської сільської, Хоростківської міської, Чортківської міської територіальних громад, затверджених Кабінетом Міністрів України.

### Епідемія коронавірусу
У 2021 році ліквідовано Чортківський обласний комунальний шкірно-венерологічний та протитуберкульозний диспансери.